# بورشودسیراک
بورشودسیراک (به مجاری:  Borsodszirák) یک شهرداری در مجارستان است که در ناحیه ادلنی واقع شده‌است. بورشودسیراک ۱۱٫۰۱ کیلومتر مربع مساحت و ۱٬۲۱۰ نفر جمعیت دارد.